# Habenaria monadenioides
Habenaria monadenioides är en orkidéart som beskrevs av Rudolf Schlechter. Habenaria monadenioides ingår i släktet Habenaria och familjen orkidéer. Inga underarter finns listade i Catalogue of Life.